# Erdbeben von Almería 1522
Das Erdbeben von Almería 1522 war ein schweres Erdbeben mit Epizentrum nordwestlich der südspanischen Stadt Almería. Das Beben ereignete sich am 22. September 1522 und hatte eine Stärke von 6,5 bis 7 Mw auf der Momenten-Magnituden-Skala. Im vollständig zerstörten Almería kamen bei dem Beben rund 2500 Menschen ums Leben.
Katastrophenberichte aus dem 16. Jahrhundert und die Untersuchung von Sedimentstrukturen aus Bohrkernen weisen auf Tsunami-Ereignisse in Folge des Erdbebens im westlichen Mittelmeer und auf Madeira hin.